# Les Loups (roman)
Les Loups est un roman écrit par Guy Mazeline publié aux Éditions Gallimard le 3 novembre 1932 et ayant reçu le prix Goncourt la même année.

## Historique
L'attribution du prix Goncourt le 7 décembre 1932 aux Loups, au premier tour du scrutin par six voix contre trois (et une voix pour le roman de Raymond de Rienzi, Les Formiciens) a été une surprise cette année-là, année où Céline était donné grand favori des critiques pour Voyage au bout de la nuit, fortement soutenu au sein du jury par Lucien Descaves, Jean Ajalbert et Léon Daudet. L'édition du roman Les Loups chez Gallimard et une possible entente entre jury et éditeurs a d'ailleurs été suggérée par Céline, pour ce que François Nourissier des années plus tard qualifiera encore du « scandale des Goncourt ». Selon Aude Lancelin, Guy Mazeline ne dut « qu'à cette fabuleuse usurpation de ne pas sombrer totalement dans l'oubli ».

## Éditions
- Les Loups, aux éditions Gallimard, Paris, 1932.